# Грайчен-бай-Бюргель
Грайчен-бай-Бюргель (нім. Graitschen bei Bürgel) — громада в Німеччині, розташована в землі Тюрингія. Входить до складу району Заале-Гольцланд. Складова частина Бюргель.
Площа — 4,6 км2. Населення становить 409 ос. (станом на 31 грудня 2021).